# Robshelfordia biramustyla
Robshelfordia biramustyla är en kackerlacksart som beskrevs av Roth, L. M. 1991. Robshelfordia biramustyla ingår i släktet Robshelfordia och familjen småkackerlackor. Inga underarter finns listade i Catalogue of Life.